# Пейтон-Джонс, Саймон
Саймон Пейтон-Джонс (англ. Simon Peyton Jones; 18 января 1958 года, Южно-Африканская Республика) — британский учёный, специалист по функциональным языкам программирования и отложенным вычислениям, почётный профессор информатики в Университете Глазго, профессор Кембриджского университета, ведущий разработчик языка программирования Haskell и руководитель разработки самого популярного компилятора этого языка — Glasgow Haskell Compiler.
Окончил Тринити-колледж в 1980 году, работал два года в коммерческих компаниях, после чего стал преподавателем в Университетском колледже Лондона. В 1990—1998 годы — профессор Университета Глазго. Начиная с 1998 года — исследователь в Microsoft Research в британском Кембридже. Степень PhD так и не получил, хотя по известности превосходит многих профессоров.
В рамках работ по созданию компилятора Haskell, участвовал в работах по созданию промежуточного языка программирования C--, предназначенного для записи промежуточного представления программы между специализированным для определённого языка анализатором и компилятором в машинные коды общего назначения.
В 2004 году был избран почётным членом Ассоциации вычислительной техники. В 2011 году избран действительным членом Европейской академии, в 2014 году — почётным членом (HonFRS Лондонского королевского общества.
Жена — Дороти Пейтон-Джонс, священник Англиканской церкви, в браке шестеро детей (из них трое приёмных).

## Избранная библиография
- Simon L. Peyton Jones. The Implementation of Functional Programming Languages. — Prentice-Hall, 1987. — 445 p. — (Prentice-hall International Series in Computer Science). — ISBN 978-0134533339.
- Simon L. Peyton Jones, David R. Lester. Implementing Functional Languages: A Tutorial. — Café Press, 2004. — 324 p.
- The Working Party Members including Professor Simon Peyton-Jones. Cybernauts Awake!: Ethical and Spiritual Implications of Computers, Information Technology and the Internet. — Church House Publishing, 1999. — 94 p. — ISBN 978-0715165867.